# 西澳擬蟾魚
西澳擬蟾魚（学名：Batrachomoeus occidentalis），為輻鰭魚綱蟾魚目蟾魚科的其中一種，分布於西北太平洋區的澳洲海域，體長可達20公分，為底棲性魚類。

## 外部連結
西澳擬蟾魚的圖片